# الطريق الثوري (فلم)
الطريق الثوري (بالإنجليزية: Revolutionary Road) هو فيلم دراما أمريكي-بريطاني، جرى إنتاجه عام 2008 ومن إخراج سام ميندز، وبطولة ليوناردو دي كابريو وكيت وينسليت. كتب السيناريو جستين هايث وهو مقتبس من رواية الطريق الثوري التي نُشرت عام 1961 للمؤلف ريتشارد ياتس، هذا الفيلم هو الأول للثنائي دي كابريو و وينسليت بعد فيلم التيتانيك عام 1997.

## وصلات خارجية
- الموقع الرسمي
- مقالات تستعمل روابط فنية بلا صلة مع ويكي بيانات
- الطريق الثوري على موقع أول موفي.